# La Route heureuse
Pour plus de détails, voir Fiche technique et Distribution.
La Route heureuse est un film français réalisé par Georges Lacombe, sorti en 1936.

## Fiche technique
- Titre : La Route heureuse
- Réalisation : Georges Lacombe
- Scénario : Michel Arnaud
- Dialogues : Michel Arnaud
- Photographie : Armand Ratti
- Décors : Ferdozzi
- Montage : Andrée Danis
- Musique : Vittorio Rieti et Georges Van Parys
- Pays :  France
- Production : Les Films EPOC
- Genre : Comédie
- Durée : 75 minutes
- Date de sortie : 
  - France : 14 février 1936

## Distribution
- Edwige Feuillère : Suzanne
- Claude Dauphin : Paul
- André Bacqué : Antoin
- Yvonne Rozille : Anna
- Jérôme Goulven : Marco
- Charlotte Clasis : Marthe
- Maurice Maillot : Laurent
- Rosine Deréan : Maria
- Nane Chaubert : Louise
- Elio Sannangelo : le petit Michel
- André Baugé
- Madeleine de Charpin